# Trolejbusy w Koblencji
Trolejbusy w Koblencji – zlikwidowany system transportu trolejbusowego w Koblencji, w Nadrenii-Palatynacie, w Niemczech. Funkcjonował od 1942 r. do 1970 r. W latach 60. XX wieku kursowało sześć linii trolejbusowych, których operatorem było przedsiębiorstwo Koblenzer Elektrizitätswerk und Verkehrs-AG.

## Historia
Trolejbusy w Koblencji uruchomiono w czasie trwania II wojny światowej, 17 lipca 1941 r. Pierwsza linia połączyła Vallendar i Höhr-Grenzhausen. W kolejnych latach sieć rozbudowywano, likwidując sukcesywnie linie tramwajowe i zastępując je trolejbusowymi. 19 lipca 1967 r. zamknięto ostatnią linię tramwajową. System trolejbusowy przetrwał niewiele dłużej, bo do 30 października 1970 r.

## Linie
Linie trolejbusowe w latach 60. XX wieku:
- Linia 7: Hauptbahnhof – Rampe – Ehrenbreitstein – Vallendar
- Linia 8: Vallendar – Bendorf – Sayn
- Linia 9: Hauptbahnhof – Rampe – Ehrenbreitstein – Arenberg
- Linia 10: Hauptbahnhof – Rampe
- Linia 11: Hauptbahnhof – Rampe – Ehrenbreitstein – Vallendar – Höhr-Grenzhausen
- Linia 12: Hauptbahnhof – Karthause

Linie obsługiwało w tym czasie 25 trolejbusów.